# نش میلز
نش میلز (به انگلیسی: Nash Mills) یک روستا و محله مدنی در بریتانیا است که در داکورام واقع شده‌است. نش میلز ۲٬۴۲۸ نفر جمعیت دارد.